# Alejandro González (músico)
Alejandro González Trujillo (Miami, Florida, Estados Unidos, 24 de febrero de 1969), conocido como Álex González y apodado el Animal es un baterista, percusionista, productor, compositor y cantante mexicoestadounidense. Actualmente es baterista, compositor y segunda vocal de la banda de rock en español mexicana Maná,  desde 1984.
También integra la banda de heavy metal llamada De la Tierra junto con Andreas Kisser (Sepultura), Harold Hopkins Miranda (Puya) y Andrés Giménez (D-mente, A.N.I.M.A.L), este proyecto estaba planeado desde 2004, pero fue recién en 2012 cuando pudieron concretar con la banda. El 11 de enero de 2014 lanzaron su primer álbum de estudio y un par de meses después iniciaron la Gira de la tierra, donde la primera parte fueron teloneros del "Metallica By Request Tour" en Sudamérica.

## Biografía

### Infancia
Nació en Miami, Estados Unidos el 24 de febrero de 1969 de padre colombiano (oriundo de Medellín) y madre cubana. Desde los 3 años golpeando cajas de cartón o cualquier otro objeto soñaba ser el renombrado baterista. Para eso anhelaba crear su propio estilo e integrar una megabanda. A sus cuatro años de edad pasó de tocar en cazuelas a tambores de juguete (para él fue el mejor regalo que nadie le pudo obsequiar). Álex es también conocido como "EL ANIMAL", ya que su maestra de kinder le regaló una de esas baterías para niños marca Slingerland de perlas rojas, la cual fue la primera que tuvo.

### 1984: baterista deSombrero Verde
Al salir Abraham Calleros de Sombrero Verde pusieron un anuncio en el periódico solicitando un baterista para el grupo. La madre de Alex lo vio y se lo mostró. Llamó y le contestó Fher. Cuando le dijo que el grupo se llamaba Sombrero Verde, indicó sus ansias de entrar en este, ya que al llegar a Guadalajara con quince años cumplidos, preguntó por nombres de grupos reconocidos y siempre le mencionaban este. 
Al audicionar se dio modos de ser el último. A Fher le gustó su forma de tocar y se lo presentó a la banda. Al principio a Alex no le agradaba para nada la idea de que su grupo no marchara bien y varias veces consideraba seriamente en abandonar el grupo, pero Fher veía en ese muchacho de 15 años mucho talento y sabía que él iba a convertirse en un prodigioso baterista, por eso Fher depositó toda su confianza en él, y no se equivocó, así que siempre motivaba a Alex que permaneciera en la banda. Cambiando de discográfica y de nombre al de Maná; grabaron el primer disco en el 87 con el mismo nombre: Maná. 1990: Falta Amor. 1992 Dónde jugarán los niños?. 1995: Cuando los Ángeles Lloran, 1997: Sueños Líquidos, 2002: Revolución de Amor, 2006: Amar Es Combatir, 2011: Drama y Luz, 2015: Cama incendiada.

## Influencias
Alex es un baterista que trae a la mesa un estilo que mezcla muchas de sus influencias como: Stewart Copeland (The Police), Ringo Starr (The Beatles), Neil Peart (Rush), Peter Criss (Kiss), Alex Van Halen, Terry Bozzio, Keith Moon (The Who), John Bonham (Led Zeppelin)  Adrian Vargas   (Adrenalina)

## Instrumentos
Cuando tenía cuatro años su maestra de kinder le regaló su primera batería para niños marca Slingerland de color rojo sparkle y tenía el bombo de 20 pero para él era de 26 con un solo platillo y sin hihat luego los abuelos le regalaron el hihat y la batería le duro hasta los 11 años, después de esta batería tuvo su primera pro marca TAMA Swingstar y utiliza platillo Paiste desde 1983 y es patrocinado por esa marca desde 1989. Se pueden ver en los videos de Sombrero Verde entre 1984 y 1986 y Mana entre 1987 y 1989.
En los inicios de Maná, Alex tocaba una batería Remo en acabado negro con Platillos Paiste, hardware DW y doble pedal DW que podemos apreciar en videos como “Rayando el Sol” y “Perdido en un Barco” y en ""Buscándola"" utilizó una batería modificada y en la gira "¿Dónde Jugaran los niños?" utiliza su primer kit modificado por el artista John Douglas y fue la última batería Remo que tuvo y en el disco "Maná en vivo" andaba probando otras baterías como Sonor y Mapex y las probo hasta el disco Cuando los Ángeles Lloran se puede ver en los videoclips de 1995. Después de estos kits, Alex entró a ser artista patrocinado por la marca Pearl, con quien duró por varios años girando con varios kits, la mayoría de la serie Maple Custom series, hechas en Maple de 7 capas.Tuvo dos kits Pearl modificados por el artista John Douglas.
Los kits de Alex siempre han reflejado su personalidad. Por ejemplo, su kit Pearl Master Custom tiene un acabado White Sparkle con diseños esotéricos negros. Incluye un parche en el bombo frontal con una pintura de su cara. Este kit fue el mismo que utilizó para el Mtv Unplugged.
Los kits Pearl de Alex eran reconocibles por su Rack DR500, su uso de Octobans pearl y el redoblante 3.5x14 de acero “Free Floating” que usaba en la mayoría de las ocasiones como redoblante auxiliar.
En la actualidad, Alex González es artista DW Drums, el primer kit fue con gráficos de llamas y dados que utilizó en la gira de "Revolución de Amor" y el segundo fue uno de gráficos de rosas que utilizó en la gira de "Amar es Combatir" personalizados por el artista John Douglas y el actual con un kit hecho a la medida con un acabado Black Sparkle, personalizado por el artista John Douglas (El mismo que personaliza las baterías de Alex Van Halen, Scott Phillips, Chad Smith, entre otros).
El kit de Alex está hecho con una configuración VLT (Vertical Low Timber) que desciende el pitch natural de cada tambor y construidos en maderas Maple y Caoba (Caoba en el interior y en el exterior Maple) Estas baterías Maple/Caoba tienen un sonido más oscuro, más cálido y más redondo comparadas con las baterías estándar de Dw Drums hechas con capas de Maple solamente. Las tallas utilizadas por Alex son: 2 toms suspendidos (Rack toms) de 7x8” y 9x12”, 2 toms de piso de 12x14” y de 14x18” para darle ese efecto “808” superbajo y profundo. El bombo es de 18x24”.
Alex tiene una paleta bastante amplia de redoblantes, de los cuales utiliza comúnmente un 5.5x14 Solid Maple (hecho por Craviotto para DW) un estándar 5.5x14" de 10 capas de maple (con reinforcement hoops de 6 capas) y su favorito del momento: Un 5.5x14 Collectors de Aluminio. Alex prefiere los redoblantes con mucho “crack” que tengan un sostenido corto pero con buena proyección. Cabe recordar que Alex no utiliza “Rimshots”, prefiere el sonido natural golpeando siempre en el centro del parche. Estos “Collectors” de aluminio de 3mm de espesor, producen un sonido seco pero con bastante volumen. Un sonido muy clásico similar al sonido “Supraphonic” de Ludwig pero más exagerado. Estos son los preferidos de bateristas rock como Dave Grohl y Dominic Howard de Muse.
A su izquierda, Alex también utiliza un DW collectors de Maple de 5x12” como redoblante auxiliar.
La marca de platillos Paiste ha sido constante a lo largo de la carrera de Alex. Siendo un artista Paiste desde 1983, el set de Alex ha cambiado a lo largo de este tiempo ajustándose cada vez a los gustos y necesidades del baterista. Alex ha pasado por las series 2002, Sound Formulas (serie que se convertiría en la Signature) Signatures (incluyendo un 22" Dry Dark Ride que usó por años), Traditionals, Dimension, Twenty, Rudes.
En la actualidad, el enorme set del baterista consta de: Hi-hats principales de 14” serie 2002 Sound Edge que da un sonido “chick” superdefinido y previene el famoso “Air Lock”, crashes de 19” y 20” Power Crash de la serie 2002, Crash de 20” Medium 2002, Chinas de 16” 2002 a su izquierda y 20”2002 a su derecha, Ride de 22” 2002 Power Ride, HiHats auxiliares 2002 de 15” Sound Edge, Splashes de 8” Signature Dark Energy Mark I y 10” serie 2002 (o Signature), una Cup Chime (campana) de 7,5 serie 2002 y por último un stack hecho con un Wild China de 19” encima de un Power crash 2002. Un set bastante brillante y que favorece la mezcla en vivo.
Para la grabación del más reciente álbum de Maná “Drama y Luz”, Alex junto a su “Drum Tech” Mike Fasano, recolectaron 105 platillos Paiste de diferentes series y referencias para encontrar el modelo adecuado para cada una de las canciones. Algunos de los modelos aparte de su set estándar fueron Crashes serie Rude, con sonidos supercortantes y más agresivos… Hihats de 16” serie Twenty, rides Twenty Light ride de 22”, crashes Signature Dark Energy…toda una selección de joyas para escoger.
Este enorme set es soportado por Hardware enteramente DW 9000, incluyendo un rack custom 9000, pedal doble de bombo serie 9000 y una silla extra baja serie 9101 low.
Los parches utilizados en este kit Dw son REMO incluyendo los parches Emperor Coated en el estudio, y en vivo los Ambassadors Coated sobre los toms, siempre con Ambassadors transparentes en el lado resonante. Para el redoblante utiliza el parche Emperor X que viene con el Black Dot (Punto Negro) al interior para mayor enfoque y resistencia. Uno de los primeros en utilizar este parche fue su Drum Tech Mike Fasano, quien personalmente se lo recomendó por su resistencia y su marcada actitud en el sonido. En el bombo, el líder del mercado, el Powerstroke III transparente.
Percusiones LP como su campana LP Ridge Rider que siempre está en su set, timbal Tito Puente al lado de su redoblante auxiliar y Tambourines Cyclops al lado de su Hihat principal.
Baquetas Vic Firth signature Alex González (SAG) una baqueta tipo “Rock”, ultra larga (16 5/8”) con punta de nylon tipo barril para darle un sonido poderoso y articulado. Como particularidad de sus baquetas, Alex le agrega cortes a sus baquetas con un cuchillo para darle más agarre a la hora de tocar en vivo. Un toque bastante agresivo y “rock”…Aunque no creemos que sea lo mejor para las manos!

### Kits
Drums Pearl Custom
Alex usaba una Pearl Master Custom con madera de maple y tiene un grosor de 1 cm cada vaso, está pintada con un dibujo custom de Alex y está pintado con aerografo por Jhony Douglas es el pintor que le hace los trabajos a chili pepers, a van halen, ZZ top, extreme Las medidas son: 8x10, 10x10, 14x12, 16x14, y 24x18 Tiene un par de Quarter Tom de pearl (copia de octabons de tama) de 6x19 y 6x21 Tarola Black beauty picollo 13x3.5 noble and coley 14x5 aniversario y como timbaleta usa una Free Floating 14 picollo sin el parche de abajo De platillos tiene patrocino con PAISTE y usaba la serie Signature y Sound Formula pero ya cambio a la nueva línea que se llama Dimentions. Estos son sus platillos (más abajo está la leyenda) 1- 22" dark ride SOFO. 2- 17" power crash SOFO ahora DIM 1- 16" melow crash pail ahora DIM 2 13" dark crisp hi hat PAIL 1- 10" splash SOFO ahora DIM 1- 8" splash SOFO ahora DIM 1- 8" splash PAIL 1- 6" cup chime 5 1 18" china thin SOFO 1- 16 china thin SOFO SOFO= Sound Formula PAIL= Signature DIM= Dimention En herrajes: Usa el rack ZRD210 con clamps pc 10 cymbal holder ;ch88 El hi hat stand, snare stand, trone, son de la serie que termina con W que es la más pesada. Pedal p202tw Parches de toms: REMO (Pinstripe Clear) Snares and timbal: REMO ambassor coated black dot kick: REMO powerstroke con doble falam quarters tom: REMO clear black do Las baquetas son el modelo Alex González de Vic Firth es su modelo: international series SAG y ya están a la venta. ¿Nos podés hablar un poco sobre tu equipo? Alex: Bueno, to he tocado platillos Paiste toda mi vida, desde que tenía como seis años. Mi batería es una Pearl Masters Custom de 8 piezas, además de la tarola, 12 platillos y un gong, todos Paiste. También tengo un pandero, cencerro y timbal de Latin Percussion. Dentro del equipo electrónico uso el TD-7, R8, TD-5, R-70 y un octpad de Roland. Y mis baquetas son Vic Firth American Classic Rock nylon tip esta se dejó ver hasta el 2001 y el siguiente año siendo patrocinado por dw drums.
Collector's Series
Maple/Mahogany (VLT) Drums
Custom Graphics by John Douglas
over Black Lacquer
Bass Drums
- Fast Tom Bass Drum 18x24
- Standard Maple
Snares
- Aluminum 5.5x14
- Standard Maple 6+6
- Snare Drums 5x12
- Standard Maple 6+6
Tom Toms
- F.A.S.T. Toms 9x12
- Standard Maple
- Standard Toms 12x14
- Standard Maple
- F.A.S.T. Toms 7x8
- Standard Maple
- F.A.S.T. Toms 14x18
- Standard Maple
Cymbals : Paiste
- Crash 19
- Crash 16
- (2) Crash 17
- China 20
- China 18
- (2) Hi-Hat 14
- Ride 21
- Splash 10
- Splash 8
- Splash 6
Double Pedals
- 9002 Floating Rotor Double Pedal
Hi-Hat Stands
- 9500TB 2-Leg Rotating Hi-Hat Stand
Thrones
- 9101 Low Round Throne
Factory Accessories
- 1/2x18" Boom C-Hat Arm
- (4) Mini "Dogbone" Arm Adapter
- (2) 1/2x18" Boom Cymbal Arm
- (2) 1/2x9" Boom Cymbal Arm
Snare Drum Stands
- 9300 Snare Drum Stand
Cymbal / Tom Stands
- 9934 Double Tom/Cymbal Stand
- (7) 9700 Straight/Boom Cymbal Stand

### Baquetas
En sus inicios con mana usaba baquetas Pro Mark hasta 1993 y fue ahí cuando se cambió a las baquetas Vic Firth, en sus comienzos lo hizo con el modelo American Rock Classic punta de nylon, con estas baquetas duró tocando aproximadamente 10 años, hasta que conoció a Marco Socolli, un director de relaciones artísticas de Vic Firth, quien le ofreció en la gira del álbum Sueños Líquidos 1997 sacar su propio modelo de baquetas, después de este ofrecimiento, Álex propuso un modelo de baquetas un poco más largas que las American Rock Classic pero menos pesadas y más resistentes, esto con el fin de ofrecer una baqueta a los bateristas que les gusta darle duro a la batería, como es el característico estilo de Alex.
El resultado final fueron las baquetas Vic Firth Alex González del modelo Series SAG con un largo de 16,625" (42,43 cm) y un diámetro de 0,630" (1,60 cm), puntas de nylon.

## Discografía

### Maná

#### Álbumes de estudio
- 1987: Maná
- 1990: Falta amor
- 1992: ¿Dónde jugarán los niños?
- 1995: Cuando los ángeles lloran
- 1997: Sueños líquidos
- 2002: Revolución de amor
- 2006: Amar es combatir
- 2011: Drama y luz
- 2015: Cama incendiada

#### Álbumes en directo
- 1994: Maná en vivo
- 1999: Maná MTV Unplugged
- 2006: Acceso Total
- 2008: Arde el cielo

#### Recopilatorios
- 2000: Todo Maná
- 2001: Grandes Maná
- 2003: Esenciales
- 2012: Exiliados en la bahía
- 2013: Exiliados en la bahía Portuguese Edition
- 2013: Studio Albums 1990-2011

### De La Tierra
- 2014: De La Tierra
- 2016: II
- 2023: III